# Peter Romney
Peter Romney (* 1. Juni 1743 in Dalton-in-Furness, Lancashire (heute Cumbria); † Mai 1777 in Stockport, Cheshire) war ein englischer Maler.

## Leben
Romney war der Sohn des Ebenisten John Romney. Der Maler George Romney war sein Bruder. In den Jahren 1759 bis 1762 erfuhr er gleich seinem Bruder seine erste künstlerische Ausbildung in der Werkstatt seines Vaters. Später wurde er dann ebenfalls der Schüler von Christopher Steele.
Anschließend führte ihn seine Wanderschaft kreuz und quer durchs Königreich. 1765 wirkte Romney in London und ging zwei Jahre später nach Manchester. 1772 war er in Bradford tätig und zwei Jahre später fand er sein Auskommen in Cambridge. Dazwischen war er aber immer wieder für kurze Zeit an anderen Orten tätig.
Im Alter von 34 Jahren starb Peter Romney im Mai 1777 in Stockport, Cheshire.
| Personendaten    | Personendaten                                 |
| ---------------- | --------------------------------------------- |
| NAME             | Romney, Peter                                 |
| KURZBESCHREIBUNG | englischer Maler                              |
| GEBURTSDATUM     | 1. Juni 1743                                  |
| GEBURTSORT       | Dalton-in-Furness, Lancashire (heute Cumbria) |
| STERBEDATUM      | Mai 1777                                      |
| STERBEORT        | Stockport                                     |